# Wol
Wol bestaat uit zachte, dunne haren van de vacht van sommige dieren. Mensen gebruiken wol (meestal afkomstig van schapen) voor kleding, dekens en dergelijke. De meeste wol wordt geproduceerd in Australië, China en Nieuw-Zeeland.
Wol onderscheidt zich van haar omdat het schubben heeft, waardoor er zaden en takjes in blijven hangen. Hierdoor wordt de huid van het schaap beschermd tegen beschadigingen. Een schaap kan dan ook zonder schade door doornige begroeiing lopen, in tegenstelling tot bijvoorbeeld een koe. Verder is wol gekroesd. Het heeft tot 20 bochten per 2,5 centimeter. Hierdoor wordt de lucht goed vastgehouden, waardoor wol een goede warmte-isolator is. Deze isolerende buitenlaag voorkomt dat een schaap zijn lichaamswarmte verliest. Beide eigenschappen, de schubben en de kroes, maken dat wol ook gemakkelijk gesponnen kan worden. De vezels haken namelijk gemakkelijk in elkaar en blijven daarna aan elkaar vastzitten.

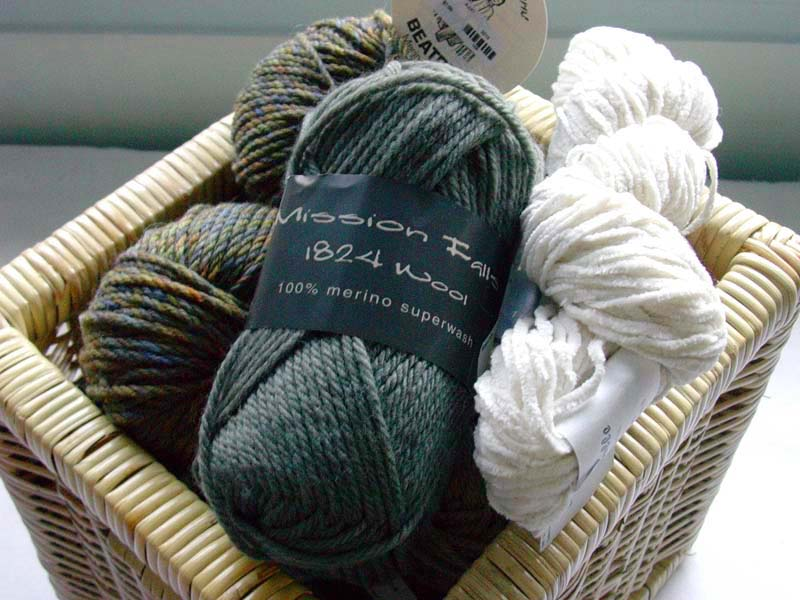
Wol in verschillende kleuren

## Geschiedenis

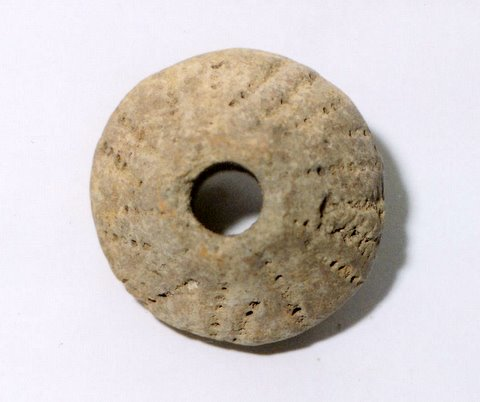
grote spinklos voor wol uit de Bronstijd

Wol bestaat uit een bijzonder type haar dat door een lang selectieproces in de vacht van wilde schapen ontstaan is. De mensen in het Neolithicum die schaapshuiden als kleding droegen leerden geleidelijk ook garen en geweven textiel uit de haren te maken. Selectie zorgde dat de lange en grove dekharen van de bovenvacht fijner werden of geheel weggeselecteerd, zodat een vacht ontstond die slechts uit de zachte, isolerende haren van de ondervacht bestond. De jaarlijkse rui bleef uit, zodat de wol behouden bleef en geschoren kon worden.
Wol werd voor het eerst geproduceerd in Zuidwest-Azië, waar gedurende het 6e tot 5e millennium v.Chr. door kunstmatige selectie schapen met een wolkleed gefokt werden. Nog lange tijd hield men nog zowel wol- als haarschapen. In Sumerische teksten uit het 3e millennium v.Chr. worden wol en melk al als belangrijkste producten van de schapenteelt genoemd.
Aan het begin van de Bronstijd in Europa zette het gebruik van wol zich door. Daarvoor werd textiel uitsluitend uit plantenvezels, met name vlas, gemaakt. Als organisch materiaal is wol slechts beperkt aantoonbaar bij archeologisch onderzoek. Duidelijker is het plotseling optredende verschil in grootte tussen de kleinere oude haarschapen en de nieuwe wolschapen. Dit is voor het eerst zichtbaar tijdens de latere Badencultuur in het Karpatenbekken. In Midden-Europa vindt men deze grotere schapen vanaf ca. 3000 v.Chr., en een verkoold stuk wol uit Zwitserland werd op 2900 v.Chr. gedateerd. Bij de touwbekercultuur en gedurende de gehele vroege Bronstijd ziet men dat de vroegere vlaskleding verdrongen werd door wol. 
Deze plotselinge overgang in Europa lijkt erop te wijzen dat het wolschaap van elders ingevoerd is. Dit gebeurde mogelijk vanaf de Pontisch-Kaspische Steppe. Aan het begin van de Bronstijd had dit gebied een grote invloed op de ontwikkelingen in Europa, zoals de invoering van metallurgie, paarden en de Indo-Europese talen die sindsdien op het continent overheersen.
Deze bronstijdschapen hadden nog een relatief primitieve vacht, gelijkend op de huidige Soay-schapen op St Kilda die hier mogelijk direct van afstammen.
Gedurende de IJzertijd werden schapen met toenemend dichtere vacht gefokt. Naast de witte wol die al in de Bronstijd voorkwam vindt men nu ook zwarte en grijze wol. Overheersend bleef de mengwol, met haar hoog aandeel aan fijne, witte wol. 
Nog in de Romeinse tijd overheerste de mengwol, die vaak van lammeren werd gewonnen om de beste kwaliteit te verkrijgen. Gedurende het Romeinse Keizerrijk werden nieuwe typen wolschapen gefokt met een fijne wolsoort, zoals bij de Gieken al in de 5e eeuw v.Chr. voorkwamen. Ook in Noord-Europa werden nieuwe schapenrassen gefokt. Wol, linnen en leer waren in deze tijd de belangrijkste kledingsmaterialen.

## Wereldproductie
| Topproducenten van wol 2019 | Topproducenten van wol 2019 | Topproducenten van wol 2019 |
| Positie                     | Land                        | Productie (ton)             |
| --------------------------- | --------------------------- | --------------------------- |
| 1                           | China                       | 341.120                     |
| 2                           | Australië                   | 328.608                     |
| 3                           | Nieuw-Zeeland               | 122.227                     |
| 4                           | Verenigd Koninkrijk         | 70.467                      |
| 5                           | Turkije                     | 65.030                      |
| 6                           | Marokko                     | 64.948                      |
| 7                           | Rusland                     | 50.211                      |
| 8                           | Iran                        | 49.064                      |
| 9                           | Pakistan                    | 45.444                      |
| 10                          | Argentinië                  | 42.000                      |
| 11                          | Zuid-Afrika                 | 41.899                      |
| 12                          | Turkmenistan                | 41.814                      |
| 13                          | Kazachstan                  | 39.492                      |
| 14                          | India                       | 37.887                      |
| 15                          | Oezbekistan                 | 35.115                      |
| 16                          | Algerije                    | 34.718                      |
| 17                          | Uruguay                     | 30.707                      |

## De wolvezel
Wolvezels variëren in dikte, tussen 10 micrometer voor de fijne wol in de binnenvacht van het Merinoschaap tot 40 micrometer in de buitenvacht van het Shetlandschaap. De dunste vezels geven de minste irritatie op de huid. Sommige mensen kunnen echter zelfs niet tegen de fijnste wol en worden gek van het gekriebel. De meeste mensen krijgen last van kriebelen als de wol dikker is dan 28 micrometer. Dit wordt het jeukpunt genoemd.
Van buiten naar binnen bestaat de wolvezel uit vier lagen:
- De hoornachtige schubbenlaag (cuticula)
- Een tussenmembraan (subcutis)
- Een schorslaag (cortex)
- Het merg (medulla)

De wol die op een schaap groeit is niet overal gelijk, waardoor ook de kwaliteit verschilt. Men onderscheidt:
- Wol van de flanken, schouders en rug
- Wol van de dijen
- Wol van de buik
- Wol van de overige delen.

## Soorten wol

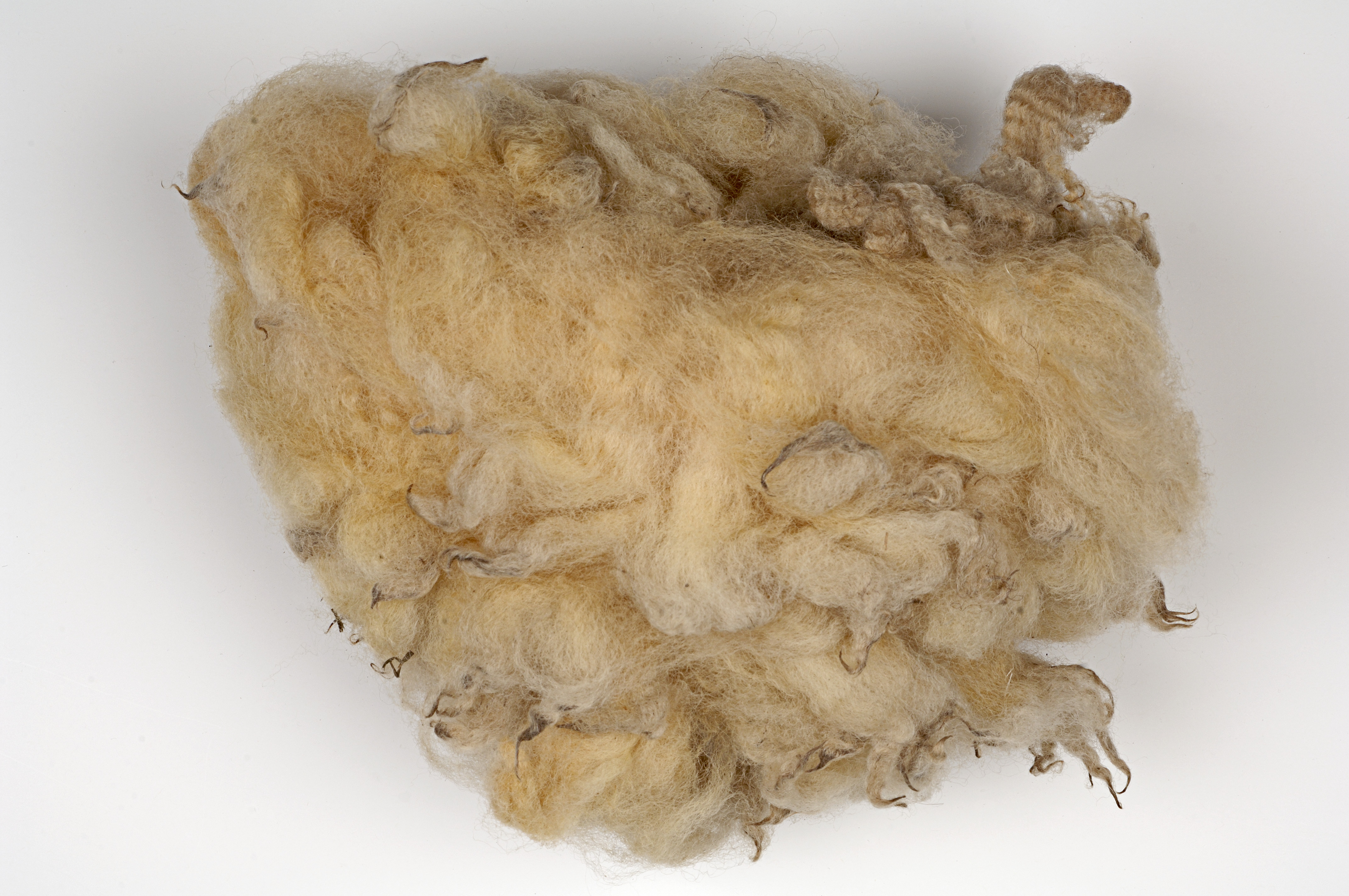
Ruwe wol, ongewassen

- Scheerwol is de onbeschadigde wol, geschoren van een gezond en levend schaap. Scheerwol is in een winkel te herkennen aan het internationale woolmark, dat in meer dan 100 landen wettelijke bescherming geniet.
- Blootwol of plootwol is wol van een dood schaap. Het wordt verkregen door een chemische behandeling van de huiden van geslachte schapen.
- Scheurwol verwijst naar wolsoorten van mindere kwaliteit, herwonnen uit gedragen kleding of uit garen en weefselafval van de textielindustrie.
- Kunstwol is wol die voorkomt uit hergebruik. Het is niet rechtstreeks afkomstig van het dier, maar is gewonnen uit wol bevattende lompen.

Sommige materialen hebben een structuur die aan wol doet denken, maar zijn geen wol:
- Glaswol
- Staalwol
- Steenwol

## Eigenschappen

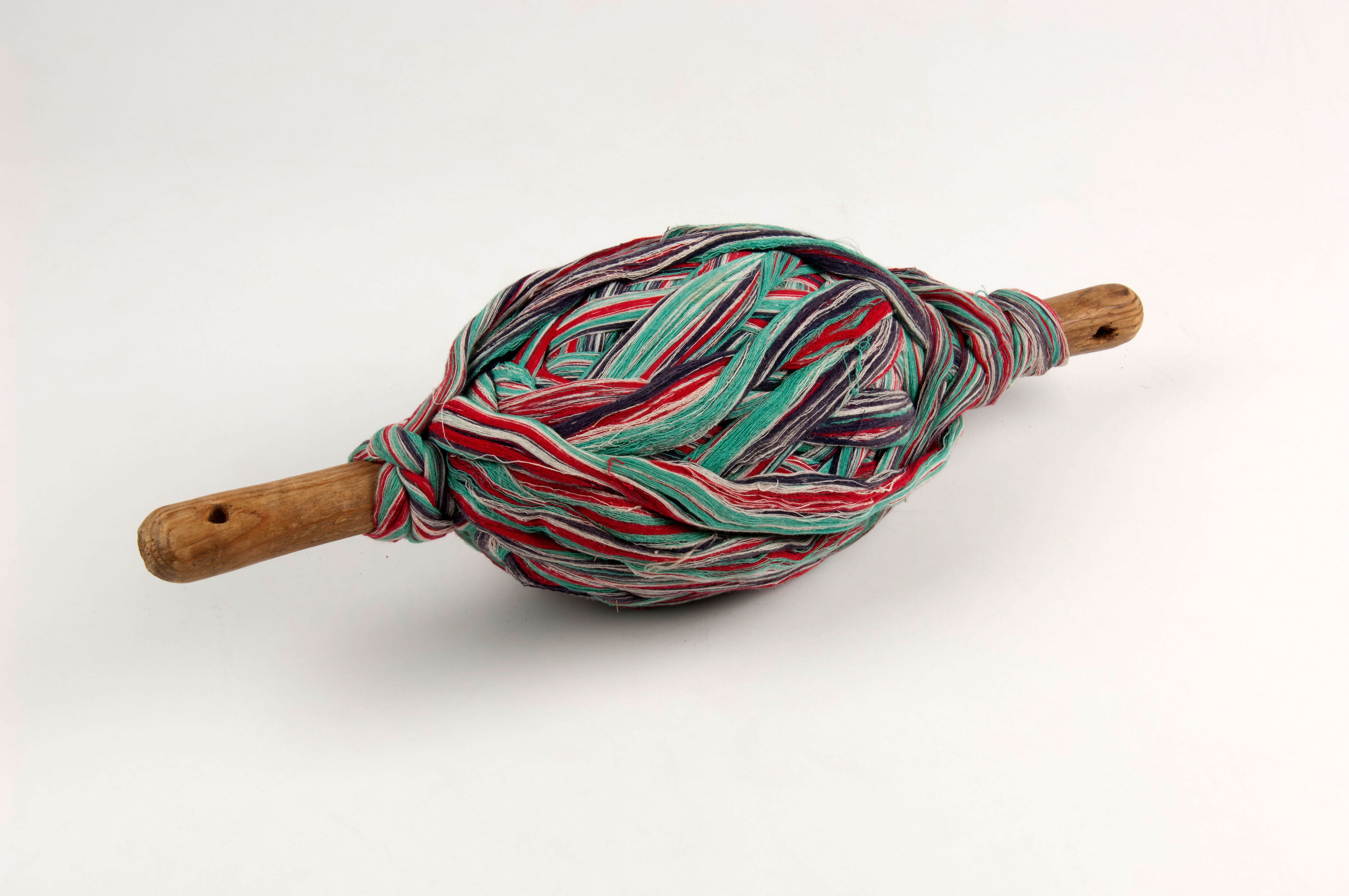
Knot wol op een klos

Wol is een goede isolator tegen kou. Dit komt doordat er tussen de kleine gekrulde vezels van de wol zich veel stilstaande lucht bevindt. Stilstaande lucht geleidt warmte zeer slecht. Alleen als het hard waait heeft wol minder goede eigenschappen. Wol kan veel vocht (tot 40% gewichtsprocenten) uit de lucht opnemen zonder zelf vochtig aan te voelen. Tot een vochtgehalte van 17% treedt geen verandering van de eigenschappen van de vezels op.
Wol heeft van nature een hoge elasticiteit. Dit betekent dat wol de neiging heeft terug te keren naar zijn oorspronkelijke vorm. Het is dus een veerkrachtige vezel, waardoor wollen kleding zacht aanvoelt. Wollen kleding kreukt snel, maar de kreuken verdwijnen ook weer, net als ingeperste plooien. Een ander nadeel van wol is dat het gemakkelijk pluist en moeilijk wasbaar is.
Wol heeft een hoge rek en kan 30 tot 40% worden uitgerekt zonder te breken. De treksterkte van de vezel is veel lager dan die van vele andere vezels (linnen, katoen of synthetische vezels).

## Toepassingen
Wol wordt toegepast in:

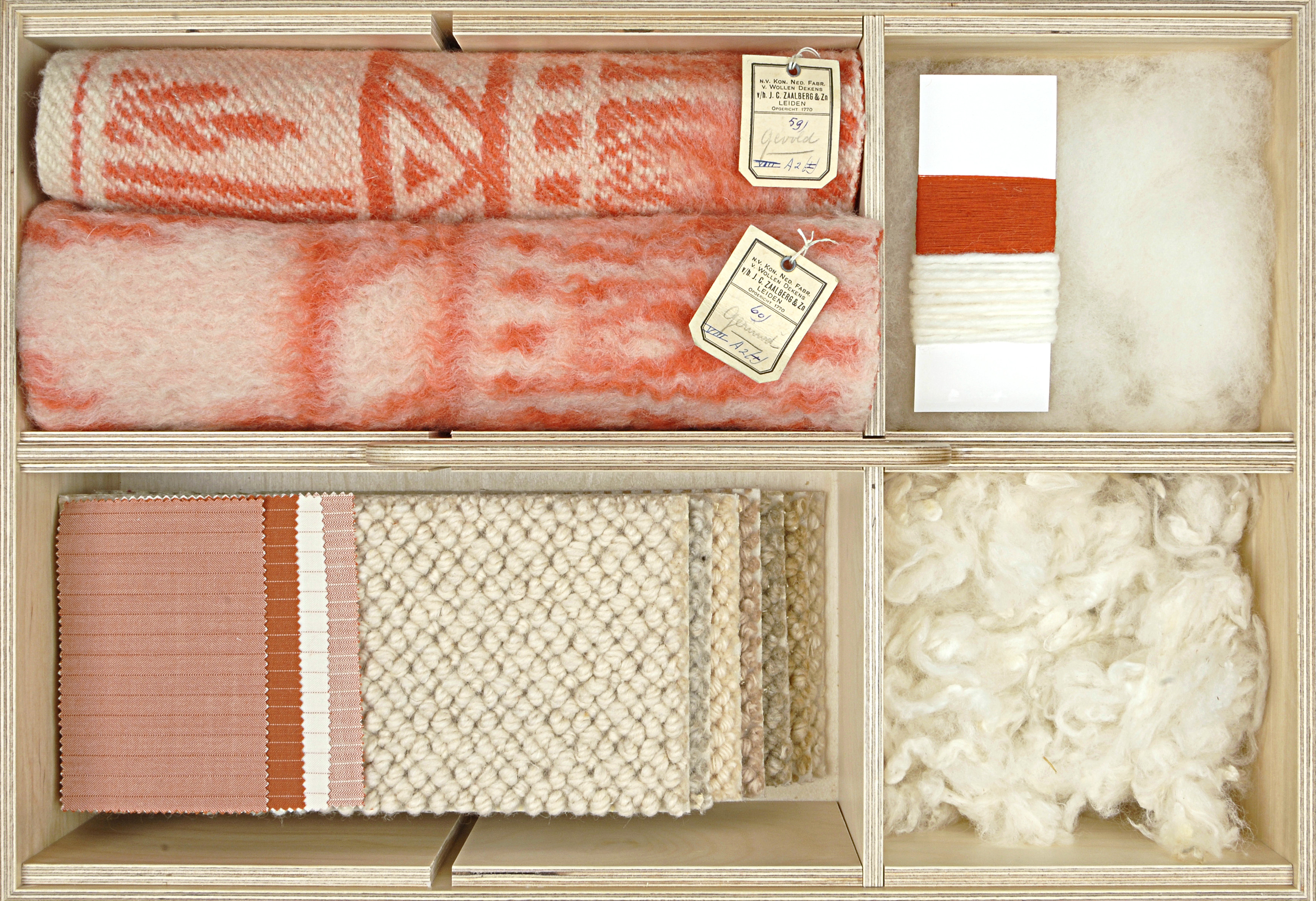
Wol - deken, garen, ruwe en gekaarde wol, tapijt, kledingtextiel, lade Textielwarenkast, TextielMuseum, Tilburg

- Kleding (door breien, haken of weven)
- Tapijt (knopen of weven)
- Dekens
- Isolatiematerialen
- Hoeden (vooral als vilt)
- Voetwol - om blaren tijdens het lopen te helpen voorkomen

Tegenwoordig wordt wol, bij het verdwijnen van de deken uit de slaapkamers, ook toegepast in dekbedden.

## Onderhoud
Wol is een teer weefsel. Het kan tegen weer en wind, maar komt zolang het aan het schaap zit natuurlijk niet in aanraking met zeep en warm water. Truien die over een hemd of T-shirt gedragen worden, kunnen beter niet te vaak gewassen worden. Hetzelfde geldt voor mantels. Luchten kan vaak volstaan. Als het toch moet kan wol wel gewassen worden. Dit geldt echter niet voor alle wolsoorten. In elk geval moet het wasetiket in de kleding hier goed op worden bekeken. Staat op het etiket een handje in een tobbe, dan moet de wol  met de hand gewassen worden. Handwassen heeft ook de voorkeur bij kleding waarvan de fabrikant beweert dat het machinaal gewassen kan worden.

## Productie
De productie van wol vindt plaats in een groot aantal stappen. Hieronder wordt het houden en fokken van schapen daarbij nog buiten beschouwing gelaten.

### Scheren

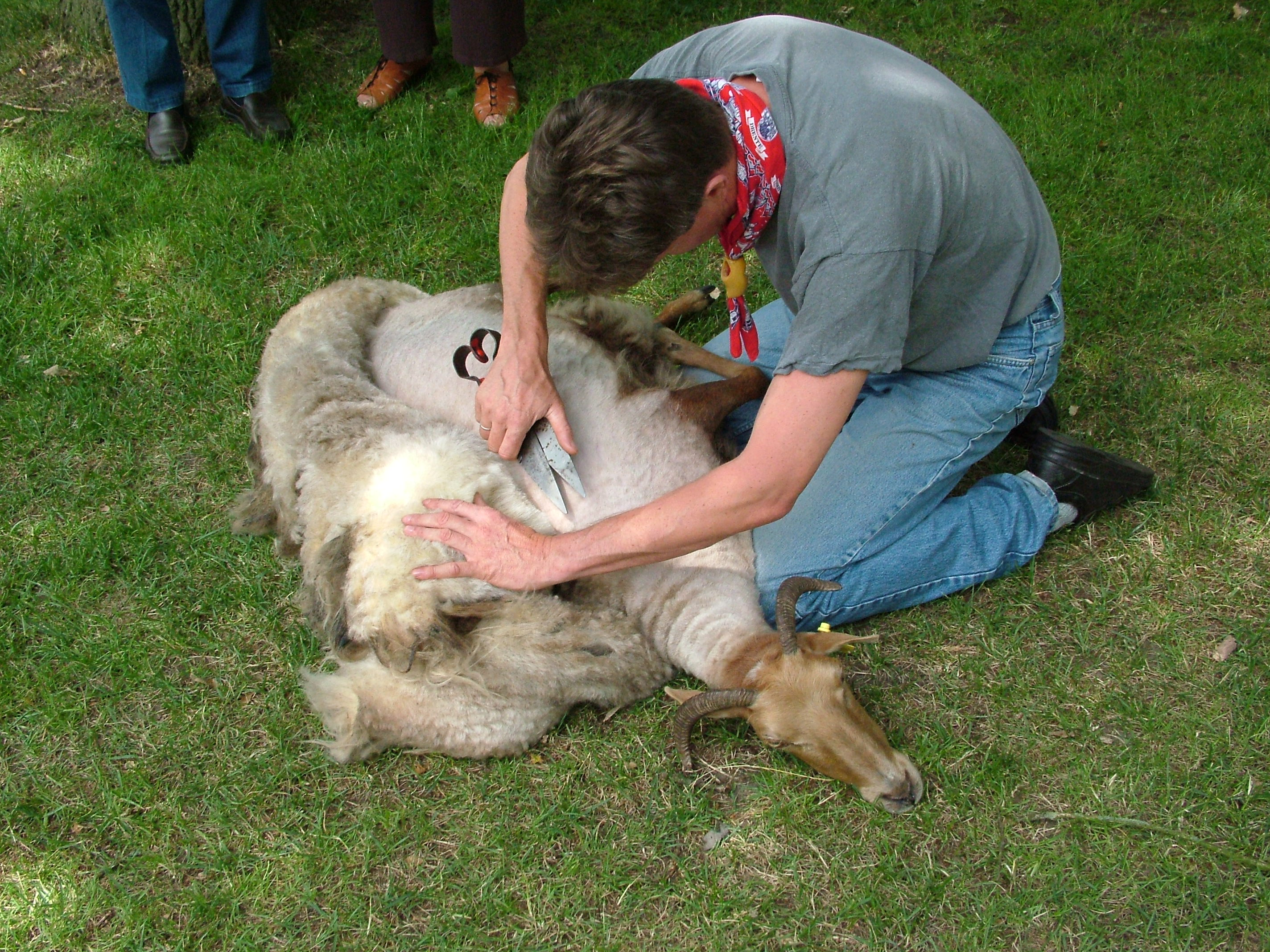
Schaapscheren

Schapen worden elk jaar in het voorjaar geschoren. Een ervaren scheerder kan tot 150 schapen per dag scheren. Bij het scheren blijft ongeveer 2 centimeter wol staan.
Na het scheren wordt de vacht opgerold en verpakt in balen, die elk 170 kilogram wegen. Het schaap wordt soms na het scheren door een ontsmettend bad gestuurd, waarbij parasieten gedood worden.

### Reinigen

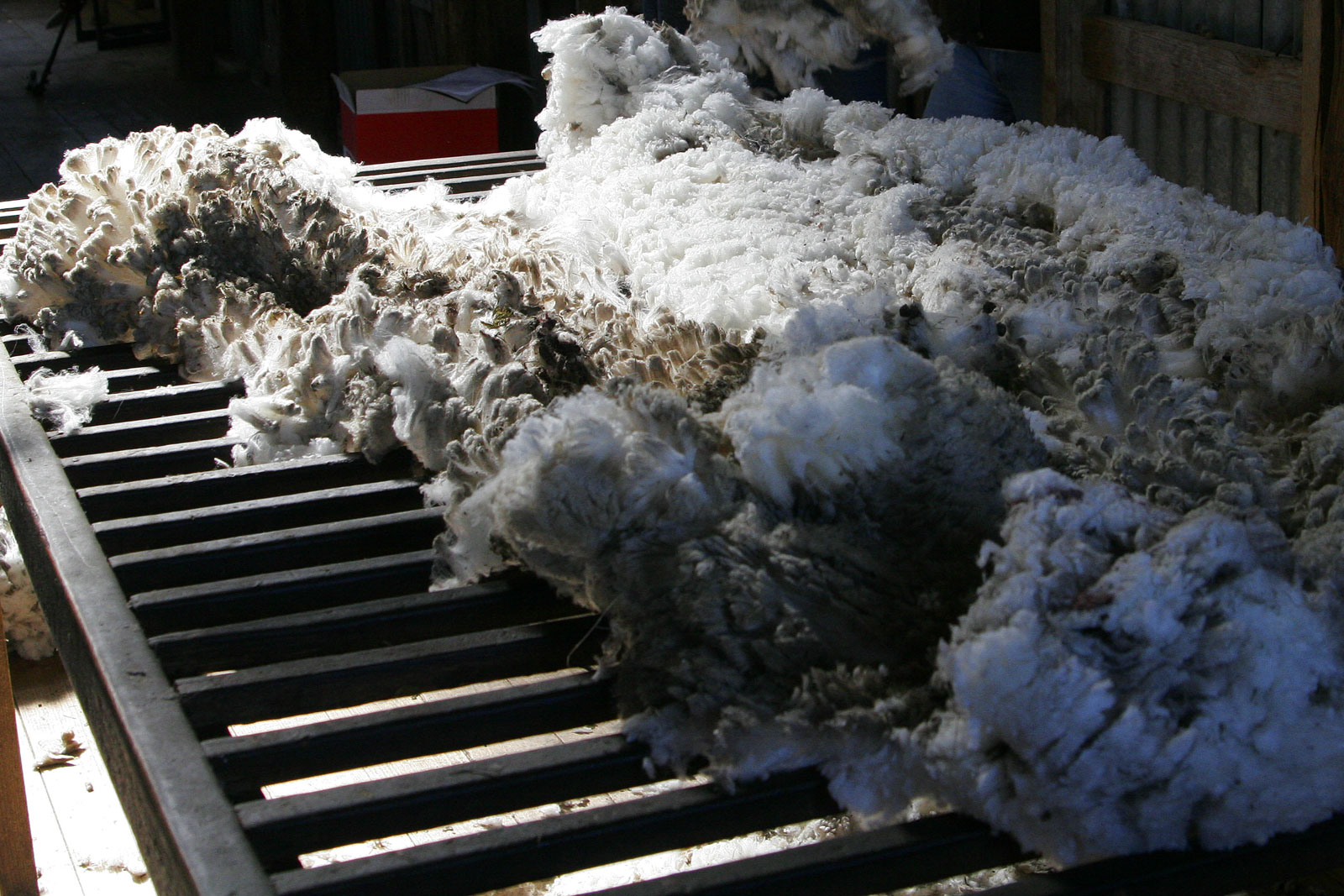
Geschoren wol van een merinoschaap

De wol die van een schaap afkomt is vervuild met vet, zweet, gras en andere plantaardige resten. Rond de anus van het schaap zit ook ontlasting. Door de wol te wassen wordt het vuil verwijderd. Voor het spinnen is het nuttig als de wol nog enigszins vet is. Van nature bevat wol lanoline. Lanoline wordt als bijproduct van de wolproductie verkocht en als grondstof onder andere in cosmetica gebruikt.

### Kaarden
Voor het spinnen wordt de wol gekaard. Daarbij worden de vezels ontward. Het kaarden gebeurt met een kam met stalen punten. Machinaal gebeurt dit met een snel ronddraaiende cilinder voorzien van stalen punten of zelfs een naaldenbed. Vroeger werden hiervoor de vruchten van een plant, de kaardenbol, gebruikt.
Met het kaarden verdwijnen ook de laatste restanten vuil. Na het kaarden kan er direct gesponnen worden. Voor een fijner resultaat moet de wol eerst nog gekamd worden. Om een betere regelmatigheid in het uiteindelijke garen te krijgen, dienen ook diverse rek- en doubleerpassages toegepast te worden, waarbij de lont steeds regelmatiger en dunner wordt.

### Spinnen (twisten)
Tijdens het spinnen wordt de wol in elkaar gedraaid. Hierdoor worden de vezels met elkaar verbonden en wordt de draad sterker. Het aantal draaiingen waarmee het garen gesponnen wordt, noemt men de hoeveelheid twist. Door te spinnen ontstaat een enkele draad. Hoe fijner de wolvezel, des te dunner kan de draad gesponnen worden.

### Noppen
Het verwijderen van oneffenheden in de gesponnen draad in de vorm van knoopjes en losse uiteindjes noemt men noppen.

### Twijnen
De enkele draad die na het spinnen is ontstaan, wordt met één of meer andere draden in elkaar gedraaid, waardoor een dikker en/of steviger resultaat ontstaat. Dit in elkaar draaien van meerdere draden heet twijnen en gebeurt meestal in de tegengestelde draairichting van het spinnen om het volume en de sterkte te verbeteren. Hierdoor wordt ook voorkomen dat de draden overtwist worden en de extra sterkte door het twijnen weer verliezen.

### Zetten of fixeren
Om te voorkomen dat de gesponnen garens weer losdraaien wordt de wol soms gezet. Dit is vooral nodig voor gebruik in tapijt, omdat daarvoor korte draadjes wol worden gebruikt. Het zetten gebeurt chemisch of met gebruik van stoom in een autoclaaf.

### Verven
Het verven kan in verschillende stadia van de productie van wol plaatsvinden, bijvoorbeeld voor het spinnen, in het garen en na het weven. Van oudsher werden hier vooral planten voor gebruikt. Wouw, wede en vooral meekrap waren vroeger veel gebruikte verfplanten. Ook wordt een geweven wollen lap of een tapijt wel bedrukt met verschillende kleuren.
Donkere wol, van een zwart schaap, blijft vaak ongeverfd.

### Vervilten

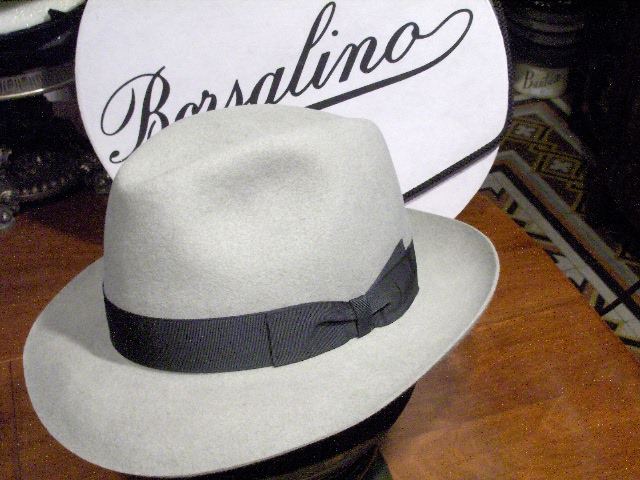
Vilten fedora gemaakt door Borsalino

Vilten is een oude techniek om wol te verwerken. Het vervilten van wol wordt ook wel vollen genoemd. Vroeger werden hiervoor volmolens gebruikt. Voor het maken van vilt kan wol van een mindere kwaliteit gebruikt worden. Na het kaarden wordt de wol kruiselings neergelegd. Daarna wordt de wol ingewreven met warm water en zeep. Door voortdurend te kneden grijpen de weerhaakjes die aan de wolvezels zitten in elkaar en wordt het water uit de wol geperst waardoor er uiteindelijk vilt ontstaat. Het vilt moet ten slotte plat geperst worden. Wol kan ook onopzettelijk vervilten, bijvoorbeeld bij te heet wassen.

## Wolproducerende diersoorten

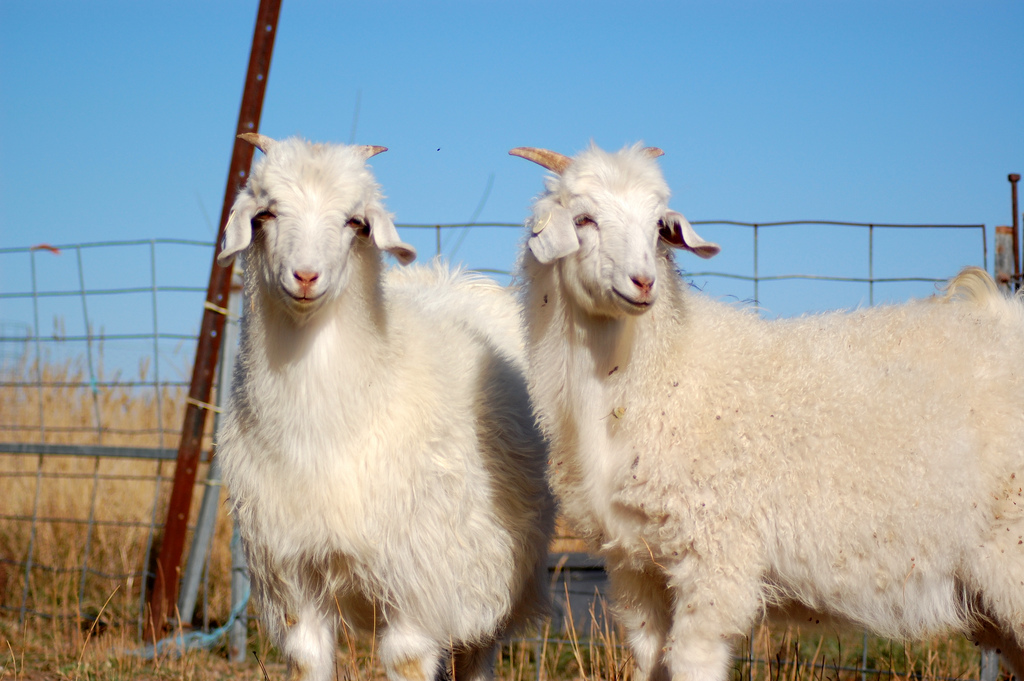
Kasjmirgeiten

Diersoorten die haarvezels en wol leveren zijn:
- Schaap, gedomesticeerd vee dat gehouden wordt om vlees, melk en wol.
- Angorakonijn: de angorawol is bijzonder zacht en heel licht. Om hem sterker te maken wordt angorawol vermengd met schapenwol of andere vezels.
- Geit:
  - Kasjmierwol komt van de Kasjmirgeit, die voorkomt in India, Pakistan en China. Deze dieren leven in het wild in onherbergzame gebieden. De wol wordt gewonnen door met de hand 100 tot 200 gram uit de ondervacht van de buik te kammen en wordt ook wel 'pashmina' genoemd.
  - Angorageit: de wol van deze geit wordt Mohair genoemd.
- Kameel, licht of donkerbruin haar dat wel wordt gebruikt in jassen en blazers.
  - Alpaca, een kameelachtige, verwant aan de lama, leeft in de Andes in Zuid-Amerika.
  - Vicuña, een kameelachtige, verwant aan de lama, leeft in de Andes in Zuid-Amerika.
- Paard, bruin, zwart en wit van staart en manen dat wordt gebruikt voor stoelbekleding, 'tussenlinnen' voor revers van kleding.
- Jak (uit Centraal-Azië), voor tapijt en tussenlinnen.
- Wolvarken, oorspronkelijk uit Hongarije, een varken met een stugge vacht die lijkt op wol, maar de wol wordt niet voor textiel gebruikt.

### Schapenrassen
Merino wordt gezien als het oorspronkelijke schapenras dat fijne scheerwol levert. Het ras is afkomstig uit Spanje en 200 jaar geleden naar Australië gebracht. De vezels van merinowol zijn sterk gekroesd. Met deze wol worden soepele weefsels gebreid of geweven, bijvoorbeeld voor gebruik in sjaals.
Nieuw-Zeelandse schapenrassen zijn:
- Border Leicester
- Coopworth
- Drysdale
- Lincoln
- Perendale
- Nieuw-Zeelandse Romney

Andere schapenrassen die door kruising zijn ontstaan:
- Cheviot
- Clun Forest
- Corridale
- Fat tailed
- Gotlandpelsschaap
- Hampshire down
- Romney
- Scottish blackface
- Shetland (waarschijnlijk door de Vikingen naar de Shetlandeilanden gebracht)
- Southdown

De meeste schapenrassen leveren dikkere, maar daardoor ook stevigere, vezels dan het Merinoschaap. Dikkere vezels zijn geschikter voor veelgedragen kleding.

## Dierenwelzijn
De meeste wol komt van schapen, waarvan Australië het grootste gedeelte van de productie voor zijn rekening neemt, gevolgd door China en Nieuw-Zeeland. De producenten zijn vaak bekritiseerd vanwege het zgn 'mulesen' wat inhoudt dat er onverdoofd stukken huid rondom de anus worden weggesneden, om bepaalde parasitaire infecties te voorkomen. Verder zijn er diverse undercoveronderzoeken geweest waarin is aangetoond dat vaak grof geweld gebruikt wordt bij het omgaan met schapen.
Ook is de angorawolindustrie in het nieuws geweest vanwege ernstige misstanden in China, de grootste producent. Diverse grote kledingproducenten en merken hebben naar aanleiding van deze berichten aangegeven geen angorawol meer in hun collectie te zullen voeren. Een groot aantal EU-landen heeft tijdens de Europese Landbouwraad aangegeven deze misstanden op Europees niveau aan te willen pakken.

## Wol in de taal
- 'Veel geblaat en weinig wol', of 'Veel geschreeuw maar weinig wol', of 'Veel gescheer en weinig wol'. Dit betekent allemaal dat er meer rumoer is dan inhoud.
- 'Onder de wol kruipen' - gaan slapen.
- 'Door de wol geverfd zijn' - zeer ervaren zijn.
- 'Veel wol weinig truien' - Meer rumoer dan inhoud.
- 'Wollige taal' - veel gebruik van weinig zeggende woorden.